# Meg Harris
Meg Harris (Albury, 7 marzo 2002) è una nuotatrice australiana, specialista dei 100 e dei 200 metri in stile libero, vincitrice dell'oro olimpico con la staffetta 4x100 metri stile libero a Tokyo 2020 ed a Parigi 2024.

## Palmarès
- Giochi olimpici

Tokyo 2020: oro nella 4x100m sl, bronzo nella 4x200m sl.
Parigi 2024: oro nella 4x100m sl, argento nei 50m sl e nella 4x100m misti.
- Mondiali

Budapest 2022: oro nella 4x100m sl e nella 4x100m sl mista, argento nella 4x100m misti mista e bronzo nei 50m sl.
Fukuoka 2023: oro nella 4x100m sl e nella 4x100m sl mista, argento nella 4x100m misti.
Singapore 2025: oro nei 50m sl e nella 4x100m sl.
- Mondiali in vasca corta

Melbourne 2022: oro nella 4x100m sl e nella 4x200m sl, argento nella 4x50m sl, nella 4x100m misti e nella 4x50m sl mista.
Budapest 2024: argento nella 4x100m sl.
- Giochi del Commonwealth

Birmingham 2022: oro nella 4x100m sl mista, argento nei 50m sl.